# Ачикуль
Ачикуль — деревня в Белозерском районе Курганской области. Входит в состав Нижнетобольного сельсовета. Расположена на западном берегу одноимённого озера.

## История
До 1917 года входила в состав Мендерской волости Курганского уезда Тобольской губернии. По данным на 1926 год состояла из 142 хозяйств. В административном отношении являлась центром Ачикульского сельсовета Белозерского района Курганского округа Уральской области.

## Население
| 1782 | 1912 | 1926 | 1989 | 2002 | 2010 |
| ---- | ---- | ---- | ---- | ---- | ---- |
| 204  | ↗642 | ↘584 | ↘81  | ↗98  | ↘65  |

По данным переписи 1926 года в деревне проживало 584 человека (270 мужчин и 314 женщин), в том числе: русские составляли 100 % населения.